# Мгебров, Михаил Гаврилович
Михаил Гаврилович Мгебров (1878—1940) — советский учёный и педагог в области дерматовенерологии, доктор медицинских наук (1920), профессор  (1929), бригврач.

## Биография
Родился 31 декабря 1878 года в Тифлисе.
С 1883 по 1904 год обучался на медицинском факультете Киевского университета. С 1904 по 1905 год был участником Русско-японской войны в качестве военного врача. С 1906 по 1914 год на клинической работе в Кишинёвских клиниках в должности врача-дерматолога, в период этой работы направлялся для повышения своей квалификации в заграничные клиники.
С 1914 по 1918 год был участником Первой мировой и Гражданской войн в составе Русской императорской и Красной армий в качестве военного врача. С 1921 по 1929 год на научно-исследовательской и клинической работе в Государственном дерматовенерологическом институте имени Е. С. Главче в должностях — директора и  заведующего дерматологическим отделом. С 1929 по 1940 год на педагогической работе в Военно-медицинской академия имени С. М. Кирова в должности — начальника кафедры кожных и венерических болезней. Одновременно с 1938 по 1940 год на педагогической работе в Ленинградском педиатрическом медицинском институте в должности заведующего кафедрой кожных и венерических болезней.

### Научно-педагогическая деятельность
Основная научно-педагогическая деятельность М. Г. Мгеброва была связана с вопросами в области дерматовенерологии, коммунальной гигиены и дезинфекции. Под руководством М. Г. Мгеброва впервые в Советском Союзе началось изучение грибковых заболеваний, клинику и этиологию хронической диффузной экзематидов и стрептодермии, а также разработкой терапии туберкулёза кожи.  Под руководством М. Г. Мгеброва проводились исследования терапии и общей патологии сифилиса, в том числе врождённого, исследовался углеводный, азотистый и водно-солевой обмен в коже при многих дерматозах. М. Г. Мгебров являлся почётным членом Московского и Одесского дерматовенерологических научных обществ, а с 1933 по 1940 год — председателем Правления Ленинградского дерматовенерологического научного общества.
В 1920 году защитил диссертацию на соискание учёной степени доктор медицинских наук, в 1929 году ему было присвоено учёное звание профессор. Под руководством М. Г. Мгеброва было написано около сорока научных трудов.
Скончался 30 октября 1940 года в Ленинграде.